# Katalanische Kompanie

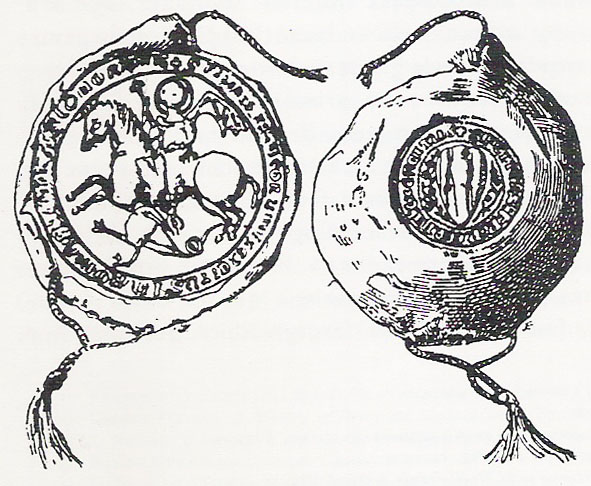
Das Siegel der Kompanie

Die Katalanische Kompanie (katalanisch Companyia Catalana) oder Große Kompanie war ein Söldnerheer, das von Roger de Flor 1302 gegründet wurde, nachdem der Frieden von Caltabellotta auf Sizilien und Unteritalien entlassene Soldaten zurückgelassen hatte, die aus Katalonien und Aragon stammten und die zuvor gegen die französische Dynastie der Anjou gekämpft hatten.

## Die Anfänge der Kompanie
Nach dem Kriegsende wurden in Sizilien, das nach 20 Jahren Krieg erschöpft war, keine Söldner mehr benötigt, sodass Friedrich II. von Sizilien sie daher aus seinem Dienst entlassen wollte. Eine Rückkehr nach Spanien war ihnen verwehrt, da sie für Friedrich II. gegen dessen Bruder Jakob II. von Aragon gekämpft hatten. Roger, auch im Dienste Friedrichs II., bot dem Angevinen Karl von Valois, Ehemann der Titularkaiserin Katharina von Courtenay, diese Söldner für einen Feldzug gegen das Byzantinische Reich an. Als kein Vertrag zustande kam, offerierte er sein Angebot der Gegenseite, dem byzantinischen Kaiser Andronikos II. und seinem Sohn Michael. Das Byzantinische Reich war im Kampf gegen die türkisch-seldschukischen Fürstentümer in die Defensive geraten und litt unter deren ständigen Razzien, die weiter in das byzantinische Kleinasien vorrückten. Zudem war das Kaiserreich durch die übriggebliebenen Sonderherrschaften des Lateinischen Kaiserreiches (Morea, Athen), im Norden durch das Bulgarische sowie das erstarkende Serbische Reich bedroht. Von der See her wurde es von Venedig bedrängt. Andronikos stimmte daher dem Angebot zu. Roger de Flor bildete daraufhin die Katalanische Kompanie. 1303 traf sie auf 36 Schiffen mit 1500 katalanischen Reitern, 4000 Almogàvers, sowie weiteren 1000 Fußsoldaten aus Katalonien und Aragón bei Monemvasia ein und erreichte im September Konstantinopel. Sie plünderten auf ihrer Seereise auch die angevinische Besitzung Korfu.
Gemäß dem geschlossenen Vertrag zwischen beiden Seiten heiratete Roger de Flor in Konstantinopel Maria Asania, eine Nichte des byzantinischen Kaisers und Tochter von Todor Swetoslaw, Zar von Bulgarien. Er erhielt die Würde Megas Dux (Oberkommandierender der Flotte) und später die eines Caesaren. Er führte seine Kompanie nach Anatolien, wo er nach einigen Siegen gegen die Türken bis nach Philadelphia vorrückte. Dabei verwüsteten die Söldner byzantinische wie türkische Gebiete gleichermaßen. Dies rief das Misstrauen des Kaisers und seines Sohnes hervor. Nach einem gescheiterten Angriff auf die byzantinische Stadt Magnesia rief Andronikos II. die Kompanie nach Europa zurück, wo sie auf der Halbinsel Gallipoli mit neuen Truppen unter dem Befehl von Berenguer de Entenza, etwa 300 Reitern sowie 1000 weiteren Almogavers aufgefrischt wurde.
Am 4. April 1305 wurden Roger und eine Gruppe seiner katalanischen Reiter in Adrianopel (heute Edirne) von Alanen getötet, die ebenfalls Söldner im Dienst des Kaisers waren. Roger de Flor und seine Begleiter wurden ermordet, während sie ein von Michael IX. gestiftetes Bankett zu ihren Ehren erwarteten. Berenguer de Entenza befehligte daraufhin die Kompanie und ließ sie sich bei Gallipoli verschanzen. Er wurde kurze Zeit später von den Genuesern gefangen genommen, freigekauft und trat der Kompanie mit Nachschub aus Aragón später wieder bei. Die Kompanie, nun unter dem Kommando von Bernat de Rocafort wurde von Michael IX. angegriffen, der jedoch scheiterte. In dieser Zeit schlossen sich auch 3800 Türkische Renegaten der Kompanie an.
Im Juli 1305 wurden Michaels Truppen erneut und diesmal vernichtend bei Apros geschlagen. Die verbliebene Kompanie zog in den nächsten zwei Jahren plündernd durch Thrakien, ehe sie 1307 wegen Versorgungsproblemen nach Makedonien auswich. Friedrich II. von Sizilien sandte den Infanten Ferdinand von Mallorca, Sohn von Jakob II. von Mallorca, nach Gallipoli, der mit Berenguer de Entenza und Ferran Ximenis d’Arenós gegen Bernat de Rocafort um die Vorherrschaft stritt. Dieser Kampf endete mit der Abreise des Infanten, der nach Halmyros, Besitztum des Herzogs von Athen, zog und dabei das Umland verwüstete. Der Administrator Ramón Muntaner schrieb die Ereignisse später nieder. Bernat de Rocafort bot nun die Dienste der Kompanie Karl II. von Neapel bei seinen Ansprüchen gegenüber dem Byzantinischen Reich an. Er war der Sohn Karls I., den die Katalanen vor der Gründung der Kompanie aus Sizilien vertrieben hatten. Zwischen 1307 und 1309 umfasste die Kompanie nicht weniger als 8000 Söldner in ihrem Dienst, davon 5000 Katalanen und 3000 Türken, von denen einige an der Grenze zu Thessalien die Kompanie verließen. Die Kompanie selbst überwinterte 1307/1308 in Kassandreia und unternahm anschließend teils erfolglose Angriffe auf Thessalonike und Athos und zog nach Thessalien weiter, wo sie in der Gegend des Olymp überwinterten. 1309 setzte der Rat der Katalanischen Kompanie auf eigenen Beschluss Rocafort ab. Er hatte sich durch Grausamkeit innerhalb der Kompanie unpopulär gemacht. Rocafort wurde an Tibault de Chepoy, den Vertreter Karls, übergeben. Tibault setzte sich mit diesem nach Neapel ab, wo Rocafort im Kerker verhungerte. Die Umstände von Rocaforts Verbringung führten zu einem derartigen Aufruhr innerhalb der Kompanie, dass 14 ihrer Kapitäne, die am Sturz Rocaforts beteiligt waren, ermordet wurden.
1310 zog die Kompanie, nachdem sie Lösegeld von den ansässigen Thessaliern erhalten und Frieden mit ihnen geschlossen hatte, im Frühling über den Phourka-Pass nach Boötien und Attika. Walter V. von Brienne, der neue Herzog von Athen, heuerte sie daraufhin an. Die Katalanische Kompanie nahm dort einige wichtige Städte und Festungen für diesen in Besitz. Walter verweigerte jedoch anschließend den Sold für vier Monate und wollte nur einen Teil der Kompanie weiterbeschäftigen, womit es zum offenen Bruch kam. Die Kompanie schlug Walters Truppen am 15. März 1311 in der Schlacht von Halmyros am Fluss Kephissos in Böotien, wobei Walter den Tod fand. Der Rat der Katalanischen Kompanie übernahm daraufhin die Kontrolle über das Herzogtum Athen. Theben und Athen wurden nach dem Sieg der Truppen verwüstet und geplündert. Roger Deslaur, ehemaliges Mitglied der Kompanie, zeitweilig Verbündeter Walters und schließlich Gefangener der Kompanie, wurde übergangsweise zum Herzog (bis 1312) ernannt. Er erhielt zudem die Herrschaft Salona, die er bis zu seinem Tode regierte.
1330 spielte die Kompanie eine entscheidende Rolle beim serbischen Sieg gegen das Bulgarische Reich in der Schlacht bei Welbaschd.

## Nachwirkung
Die Katalanische Kompanie unterstellte sich 1312 erneut Friedrich II. von Sizilien, der auch einen Regenten („Vikar“), Berengar Estanjol, für seinen minderjährigen Sohn Manfred von Sizilien einsetzte. Das noch eigenständige Herzogtum Neopatras wurde kurze Zeit später annektiert. Unter sizilianischer Suzeränität etablierten sich eine eigene lokale Verwaltung und Institutionen nach aragonischem Vorbild. An deren Spitze stand der Herzog, unter ihm ein Marschall und ein Generalvikar. Katalanisch wurde Amtssprache. In der Folgezeit expandierten die Katalanen bis nach Thessalien. Diese Besitzungen gingen jedoch später wieder an die Serben verloren. Die Herrschaft über Attika und Boötien konnten sich die Nachkommen der Kompanie bis 1388 behaupten. Erst die Navarresische Kompanie unter Jakob von Baux, dann der Florentiner Nerio I. Acciaiuoli eroberten mit ihren Söldnerheeren schließlich zwischen 1387 und 1389 das Herzogtum Athen vollständig. 1390 wurde auch Neopatria an ihn verkauft.

## Nachweise
1. ↑  W. Miller: Latins in the Levante.1908, S. 213
2. 1 2  W. Miller: Latins in the Levante. 1908, S. 214
3. 1 2 3 4 5 6 7  K.-P. Todt: Katalanische Kompa(g)nie. In: Lexikon des Mittelalters (LexMA). Band 5. Artemis & Winkler, München/Zürich 1991, ISBN 3-7608-8905-0, Sp. 1054 f. ((online)).
4. ↑  W. Miller: Latins in the Levante. 1908, S. 215
5. ↑  W. Miller: Latins in the Levante. 1908, S. 216
6. ↑  W. Miller: Latins in the Levante. 1908, S. 222
7. ↑  W. Miller: Latins in the Levante. 1908, S. 218
8. ↑  W. Miller: Latins in the Levante. 1908, S. 219
9. ↑  W. Miller: Latins in the Levante. 1908, S. 223
10. ↑  W. Miller: Latins in the Levante. 1908, S. 239

### Sekundärliteratur
- David Jacoby: The Catalan Company in the East: the Evolution of an Itinerant Army (1303–1311), in: Gregory I. Halfond (Hrsg.): The Medieval Way of War. Studies in Medieval Military History in Honor of Bernard S. Bachrach, Routledge, 2014, S. 153–182.
- Paul Douglas Humphries: „Of Arms and Men“: Siege and Battle Tactics in the Catalan Grand Chronicles (1208–1387). In: Military Affairs 49 (1985), S. 173–178.
- Angeliki E. Laiou: Constantinople and the Latins. The Foreign Policy of Andronicus II (1282–1328). Cambridge (Mass.) 1972.
- Kenneth M. Setton: Catalan Domination of Athens, 1311–1388. London 1975.